# Полякова Ольга Василівна
О́льга Васи́лівна Поляко́ва — майор медичної служби Збройних сил України.
Начальник відділення анестезіології і реанімації, Дніпровський військовий госпіталь. На військовому вертольоті понад 40 разів здійснювала вивезення поранених із лінії фронту.

## Нагороди
За особисту мужність і героїзм, виявлені у захисті державного суверенітету та територіальної цілісності України, вірність військовій присязі під час російсько-української війни
- нагороджена орденом «За мужність» III ступеня (3.11.2015).